# Mohammad Abadi
Mohammad Abadi  (tiếng Ả Rập: محمد عبادي) (sinh ngày 3 tháng 9 năm 1990) là một cầu thủ bóng đá Syria thi đấu cho Al Futowa.